# Scaphella junonia
Scaphella junonia är en snäckart som först beskrevs av Jean-Baptiste Lamarck 1804.  Scaphella junonia ingår i släktet Scaphella och familjen Volutidae.

## Underarter
Arten delas in i följande underarter:
- S. j. junonia
- S. j. butleri
- S. j. johnstoneae